# Du lịch văn hóa

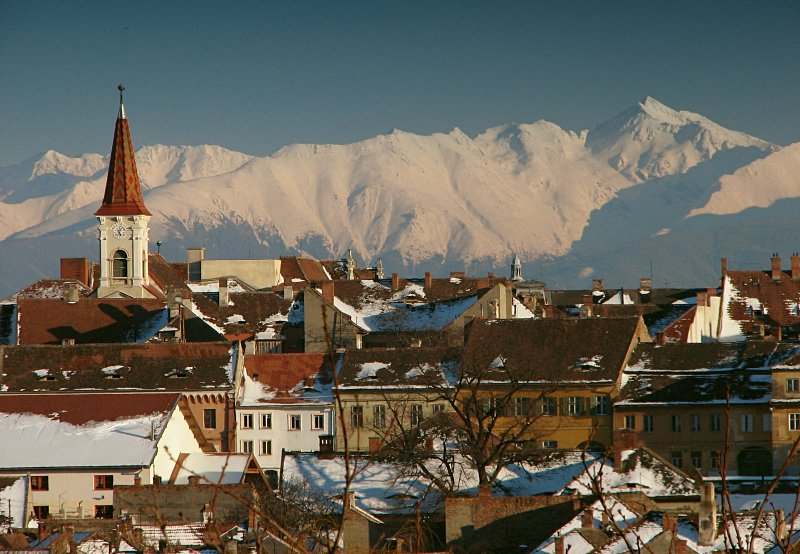
Sibiu, Romania

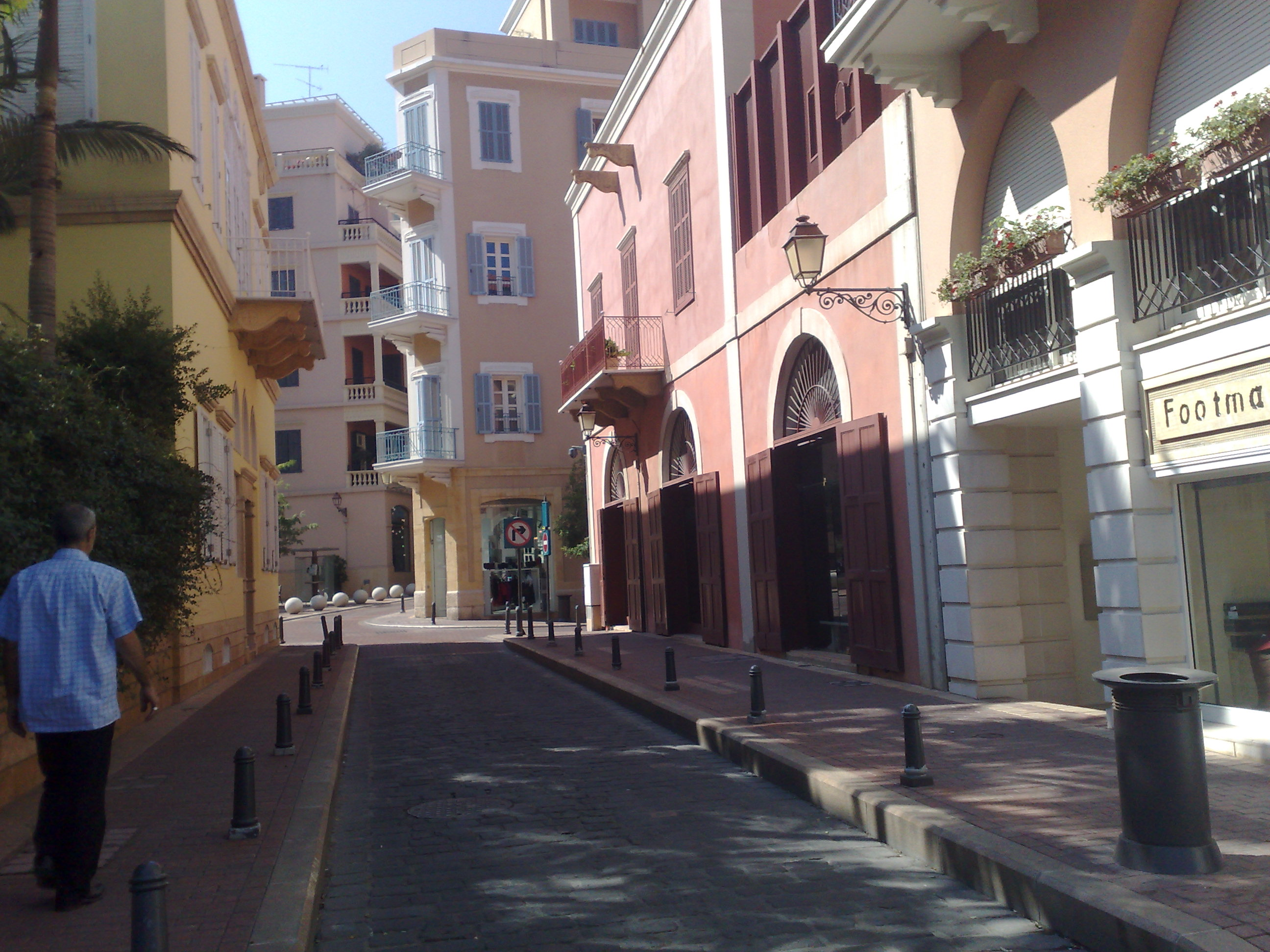
Khu Phố Nghệ thuật ở khu trung tâm Beirut, Liban

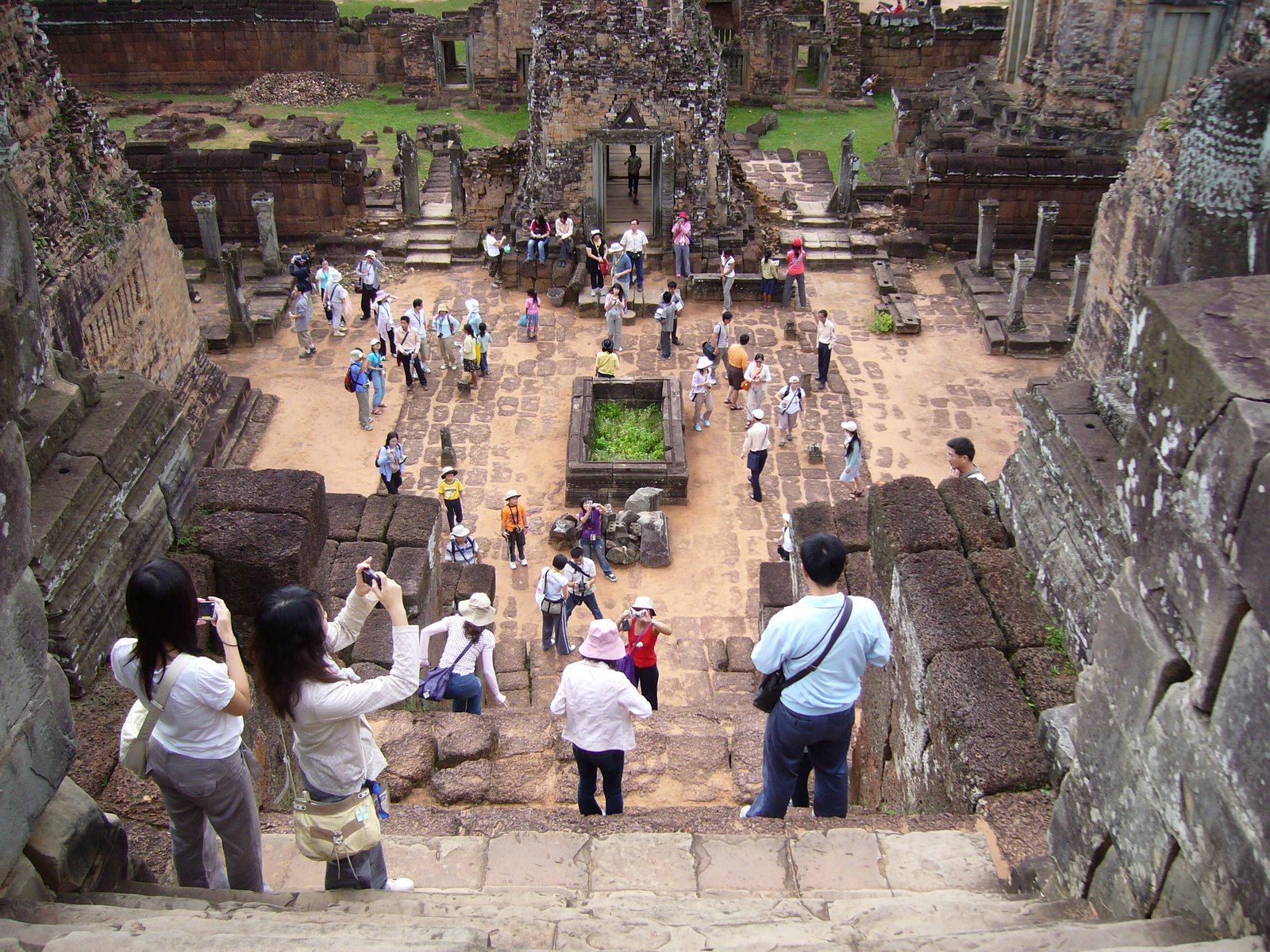
Du khách chụp ảnh tại phê tích đền Pre Rup Khmer, một ví dụ của du lịch văn hóa.

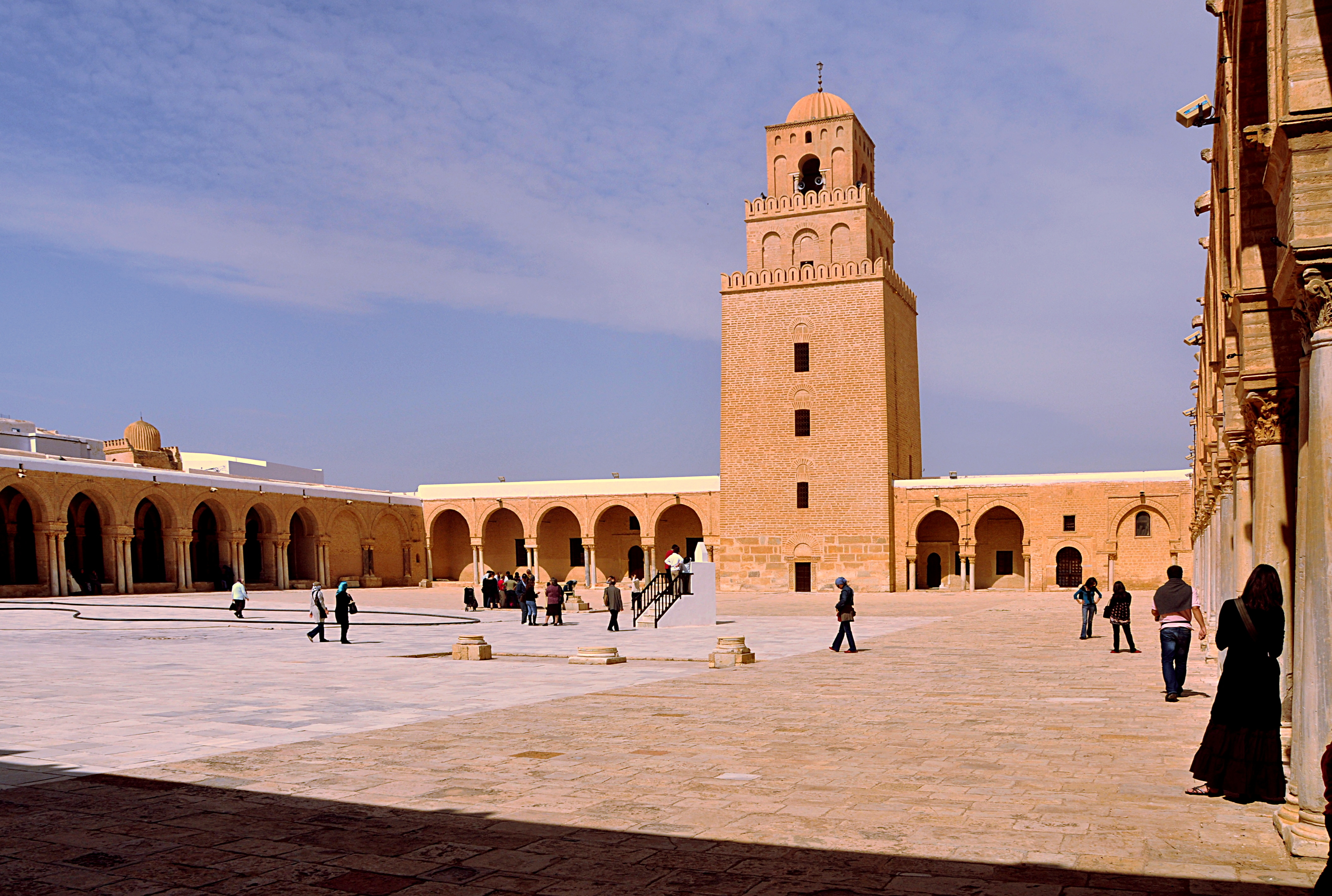
Du khách ở sân của nhà thờ Hồi giáo Uqba. Được coi là một trong những tượng đài quan trọng và uy tín nhất của nền văn minh Hồi giáo, the Great Mosque of Kairouan is located in the World Heritage city of Kairouan in Tunisia.

Du lịch văn hóa là tập hợp các du lịch liên quan đến sự tham gia của người du lịch với nền văn hoá của một quốc gia hoặc vùng, đặc biệt là lối sống của người dân ở những khu vực địa lý, lịch sử của những người đó, nghệ thuật, kiến trúc, và các yếu tố khác đã giúp hình thành cách sống của họ.
Du lịch văn hoá bao gồm du lịch ở khu vực thành thị, đặc biệt là các thành phố lịch sử hoặc lớn và các cơ sở văn hoá của họ như bảo tàng và nhà hát. Nó cũng có thể bao gồm du lịch ở nông thôn thể hiện truyền thống của các cộng đồng văn hoá bản xứ (lễ hội, lễ nghi), các giá trị và lối sống của họ, cũng như những hẻm núi như du lịch công nghiệp và du lịch sáng tạo.
Nói chung người ta thường đồng ý rằng khách du lịch văn hoá chi tiêu đáng kể so với khách du lịch tiêu chuẩn. Hình thức du lịch này cũng ngày càng trở nên phổ biến trên khắp thế giới, và một báo cáo gần đây của OECD đã nhấn mạnh vai trò của du lịch văn hoá trong phát triển khu vực ở các khu vực khác nhau trên thế giới.
Du lịch văn hoá được định nghĩa là "sự di chuyển của con người đến các điểm du lịch văn hoá xa nơi thường trú của họ, với mục đích thu thập thông tin và kinh nghiệm mới để đáp ứng nhu cầu văn hoá của họ". ở châu Âu. CABI, Wallingford. Những nhu cầu văn hoá này có thể bao gồm việc củng cố bản sắc văn hoá của một người bằng cách quan sát "những người khác" kỳ lạ.
Du lịch văn hoá có một lịch sử lâu dài, và với nguồn gốc của nó trong Grand Tour được cho là hình thức ban đầu của du lịch. Đây cũng là một trong những hình thức du lịch mà hầu hết các nhà hoạch định chính sách dường như đặt cược vào tương lai. Ví dụ, Tổ chức Du lịch Thế giới khẳng định du lịch văn hoá chiếm 37% du lịch toàn cầu, và dự báo rằng nó sẽ tăng trưởng ở mức 15% mỗi năm. Những con số như vậy thường được trích dẫn trong các nghiên cứu về thị trường du lịch văn hoá (ví dụ Bywater, 1993), nhưng ít khi được ủng hộ với nghiên cứu thực nghiệm.
Một nghiên cứu gần đây về thói quen tiêu dùng văn hoá của người châu Âu (Ủy ban châu Âu năm 2002) chỉ ra rằng người ta đã đến thăm các viện bảo tàng và phòng triển lãm ở nước ngoài gần như thường xuyên ở nhà. Điều này nhấn mạnh tầm quan trọng ngày càng tăng của du lịch văn hoá như một nguồn tiêu thụ văn hoá. Việc khái quát hoá tiêu dùng văn hoá vào kỳ nghỉ, tuy nhiên, chỉ ra một trong những vấn đề chính của việc xác định du lịch văn hoá. Sự khác biệt giữa các chuyến thăm văn hoá vào kỳ nghỉ (du lịch văn hoá) và các cuộc viếng thăm văn hoá được thực hiện trong thời gian rảnh rỗi ở nhà là gì? Phần lớn các nghiên cứu do Hiệp hội Giải trí Du lịch và Du lịch (ATLAS) thực hiện trên thị trường du lịch văn hoá quốc tế (Richards 1996, 2001) đã làm nổi bật mức độ liên tục cao giữa tiêu dùng văn hoá trong nước và trong kỳ nghỉ.
Mặc dù những vấn đề này, các nhà hoạch định chính sách, ban quản lý du lịch và các nhà quản lý văn hoá trên thế giới vẫn tiếp tục coi du lịch văn hoá là một nguồn tiềm năng tăng trưởng du lịch quan trọng. Có một nhận thức chung là du lịch văn hoá là một ngành du lịch "tốt" thu hút du khách chi tiêu cao và ít gây thiệt hại cho môi trường hoặc văn hoá địa phương trong khi đóng góp rất nhiều vào nền kinh tế và hỗ trợ văn hoá. Tuy nhiên, các nhà bình luận khác cho rằng du lịch văn hoá có thể gây hại nhiều hơn lợi ích, cho phép du khách văn hoá thâm nhập vào môi trường văn hoá nhạy cảm như là nhân viên bảo vệ trước của du khách.

## Điểm đến
Một loại điểm du lịch văn hoá là khu vực văn hóa sống động. Tham quan bất kỳ nền văn hoá nào khác ngoài nền văn hóa của bản thân mình chẳng hạn như đi du lịch nước ngoài. Các điểm đến khác bao gồm các di tích lịch sử, các quận đô thị hiện đại, "túi dân tộc" của thành phố, hội chợ / lễ hội, công viên giải trí và hệ sinh thái tự nhiên. Nó đã được chỉ ra rằng văn hóa hấp dẫn và sự kiện là nam châm đặc biệt mạnh mẽ cho du lịch. Thuật ngữ du lịch văn hoá được sử dụng cho các chuyến đi bao gồm các chuyến thăm các nguồn tài nguyên văn hoá, bất kể đó là tài nguyên văn hoá vật thể hay phi vật thể, và bất kể động cơ chính. Để hiểu đúng khái niệm du lịch văn hoá, cần phải biết các định nghĩa của một số thuật ngữ như văn hoá, du lịch, văn hoá kinh tế, tiềm năng về văn hoá và du lịch, cung cấp dịch vụ văn hoá và du lịch...